# 1675 au théâtre
| Années du théâtre : 1672 - 1673 - 1674 - 1675 - 1676 - 1677 - 1678    |
| Décennies du théâtre : 1640 - 1650 - 1660 - 1670 - 1680 - 1690 - 1700 |

## Pièces de théâtre publiées
- Pierre Corneille, Suréna, général des Parthes, tragédie, Paris, Guillaume de Luyne, 1675, 2 ff.-72 p.

## Pièces de théâtre représentées

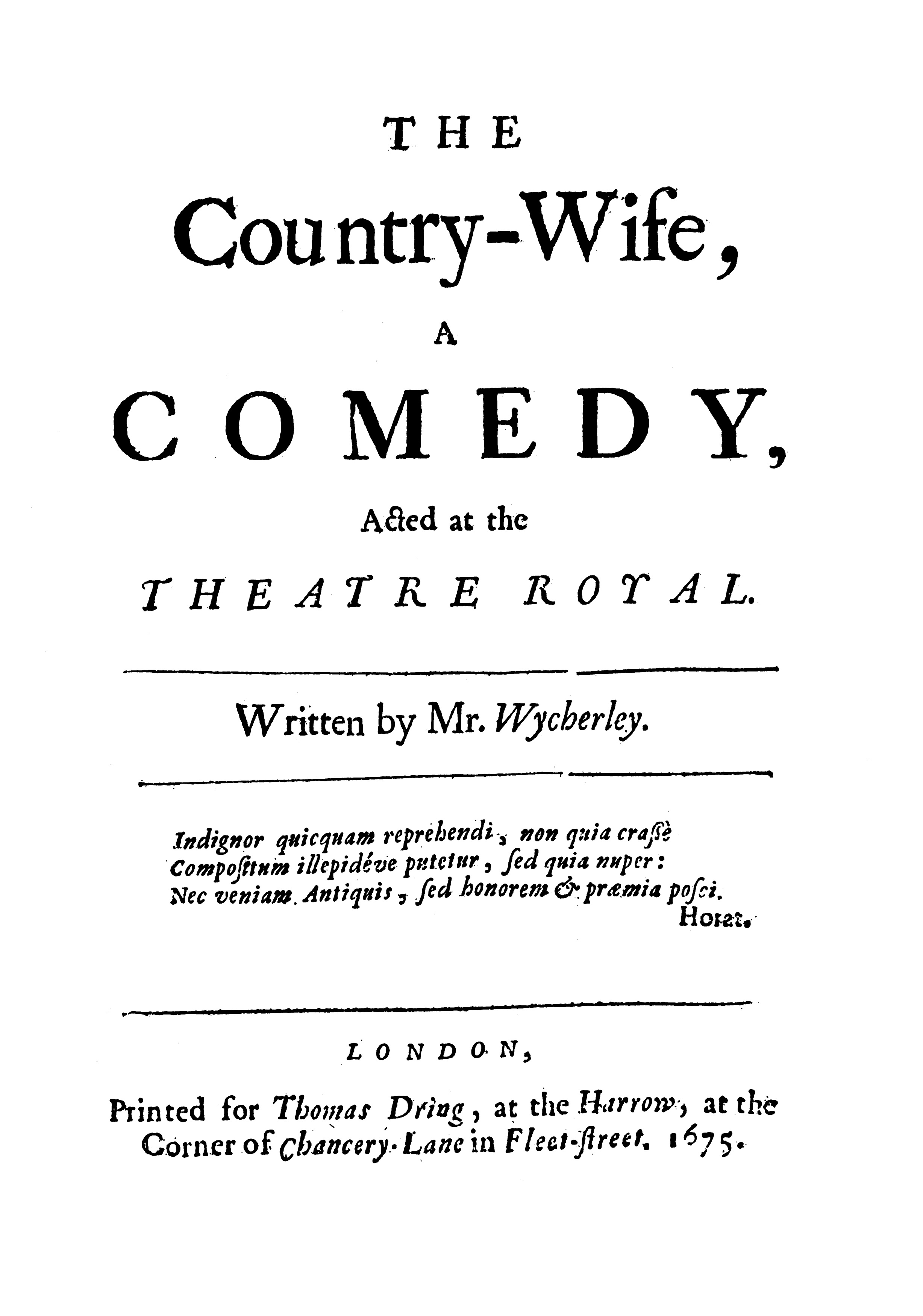
Page de titre de la première édition de La Provinciale (The Country Wife), comédie de William Wycherley.

- janvier : La Provinciale (The Country Wife), comédie de William Wycherley, théâtre de Drury Lane, Londres ; elle est éditée la même année par Thomas Dring.
- 16 mars : Circé de Thomas Corneille et Jean Donneau de Visé, musique de Marc-Antoine Charpentier, Hôtel de Guénégaud, Paris.
- 17 novembre : L'Inconnu de Thomas Corneille et Jean Donneau de Visé, musique de Marc-Antoine Charpentier, Hôtel de Guénégaud, Paris.
- Date précise non connue :
  - The Country Wit (Le Campagnard homme d'esprit), comédie de John Crowne, théâtre de Dorset Garden, Londres.
  - Aureng-Zebe, tragédie de John Dryden par la King's Company, Londres.
  - The Man of Mode or, Sir Fopling Flutter, comédie de George Etherege, par la Duke's Company, Londres.
  - Alcibiades, tragédie de Thomas Otway, Théâtre de Dorset Garden, Londres.
  - Love in the Dark, comédie de Francis Fane, Théâtre de Drury Lane par la King's Company, Londres.

## Naissances
- 17 juillet : Girolamo Baruffaldi, prêtre, poète, dramaturge et historien italien, mort le 31 mars 1755.
- 4 septembre : Charles Porée, prêtre jésuite français, homme de lettres, auteur de tragédies et de comédies néo-latines pour les élèves des collèges jésuites, mort le 11 janvier 1741.
- Vers 1675 : 
  - Joseph de Pestels, militaire français et directeur de théâtre, mort le 20 février 1751.

## Décès
- 3 juillet : Geneviève Béjart, dite Mlle Hervé, puis Mlle Villaubrun et enfin Mlle Aubry, comédienne française, baptisée le 2 juillet 1624.
- 20 novembre : Juan Vélez de Guevara, dramaturge espagnol, né en 1611.
- Date précise non connue :
  - Lodowick Carlell, dramaturge anglais, né en 1602.